# Megalomma bioculata
Megalomma bioculata är en ringmaskart som först beskrevs av Ehlers 1887.  Megalomma bioculata ingår i släktet Megalomma och familjen Sabellidae. Inga underarter finns listade i Catalogue of Life.